# Глущенко, Виктор Юрьевич
Виктор Юрьевич Глущенко (14 мая 1936, Чапаевск, Куйбышевская область — 6 февраля 2015, Владивосток) — советский и российский химик, член-корреспондент РАН.

## Биография
В 1963 году окончил с отличием химический факультет Дальневосточного государственного университета. После этого стал работать в этом же университете на кафедре неорганической химии, стал заведующим кафедрой, а потом — деканом химического факультета. В 1976 году защитил докторскую диссертацию, в 1980 году стал профессором кафедры неорганической химии.
В 1980 году стал главным учёным секретарём Дальневосточного научного центра АН СССР. В 1984 году возглавил Институт химии Дальневосточного отделения АН СССР, и проработал на этом посту до 1988 года. В 1987 году стал членом-корреспондентом АН СССР по Отделению физикохимии и технологии неорганических материалов (неорганическая химия).
С 1988 по 1990 годы - ректор ДВГУ.
С 1995 по 2002 годы вновь был директором Института химии ДВО РАН. С 2002 года — советник РАН.

## Научные результаты
Создал научное направление, связанное с полярографическим исследованием природы активных центров поверхности углеграфитовых материалов, поиском путей интенсификации процессов извлечения, разделения и концентрирования компонентов минерализованных растворов методами управляемой электросорбции.

## Избранные публикации
- Авраменко В. А., Бурков И. С., Глущенко В. Ю., Голиков А. П., Железнов В. В., Каплун Е. В., Паламарчук М. С., Сергиенко В. И., Сокольницкая Т. А., Хохлов К. А., Юкхам А. А. «Сорбционно-реагентные материалы для переработки жидких радиоактивных отходов» // «Вестник ДВО РАН», 2002, № 3.
- Авраменко В. А., Земскова Л. А., Глущенко В. Ю. «Способ очистки водных растворов от ионов стронция и кальция», Патент РФ № 2223232, опубликован 10.02.2004 г.
- Авраменко В. А., Земскова Л. А., Шевелева И. В., Войт А. В., Емелина Т. Б., Глущенко В. Ю. «Сорбция и электросорбция Cu(II) модифицированными углеродными сорбентами» // «Цветные металлы», 2007. № 2.
- Авраменко В. А., Голиков А. П., Земскова Л. А., Глущенко В. Ю. «Моделирование осаждения Са(+2) и Sr(+2) при электрохимическом концентрировании на объемном пористом электроде» // «Химия и химия воды», 2005, т.27, № 1.

## Награды и премии
- Орден Трудового Красного Знамени (1983)
- Орден Почёта (1997)[3]
- Премия Правительства РФ в области науки и техники (за 1997 год)[4]